# Triethylborohydrid sodný
Triethylborohydrid sodný je organoboran se vzorcem NaBH(C2H5)3. Jedná se o bezbarvou samozápalnou pevnou látku, dostupnou jako roztok v toluenu (podobný triethylborohydrid lithný je obvykle dodáván rozpuštěný v tetrahydrofuranu (THF)).
Tato látka se používá k redukční aktivaci homogenních katalyzátorů, kde přeměňuje halogenidy kovů na hydridy. Připravuje se reakcí horké směsi toluenu s hydridem sodným a triethylboranem. Trimethylborohydridový analog této sloučeniny, strukturně podobný triethylborohydridu, vytváří v toluenu tetramer.